# اونا زی
اونا زی (انگلیسی: Ona Zee؛ زاده ۳ مارس ۱۹۵۱) یک بازیگر پورنوگرافی اهل ایالات متحده آمریکا است.